# Connor Paolo
Connor Paolo (New York, 1990. július 11. –) amerikai színész. Egyik legismertebb szerepe  Eric van der Woodsen  Gossip Girl – A pletykafészek című tévésorozatban.

## Fiatalkora
New Yorkban látta meg a napvilágot. Származását tekintve, olasz és német. Tanulmányait a Professional Performing Arts School-ban végezte, itt együtt tanult Andrea Bowennel, Paul Laconóval és Taylor Momsennel. Ezen kívül tanult a Lee Strasberg Színház és Filmképző intézetben. Több nyarat is végig töltött olyan jellegű táborokban, mint például az Appel Farm Arts-ban, és a Music Center nyári táborában is megfordult. 2008-ban pedig fél évig a New York-i Egyetemen tanult.

## Színészi pályafutása
Első szerepét az Esküdt ellenségek: Különleges ügyosztály című televíziós bűnügyi drámasorozatban kapta, 2002-ben. 2003-ban a Titokzatos folyó című misztikus thrillerben a Kevin Bacon által alakított Sean Devin fiatalkori énjét formálhatta meg. 2004-ben az One Life to Live című sorozatban szerepelt, tizenhat epizódon át. Ugyan ebben az időszakban a Nagy Sándor, a hódító című filmben is szerepet vállalhatott, ahol a fiatal Nagy Sándort játszotta. 2006-ban ismét az Esküdt ellenségek: Különleges ügyosztály epizódszerepében volt látható, de feltűnt a World Trade Center című Oliver Stone-filmben is. Ezt követte 2007-ben az Angyal a hóban című dráma.
2007-ben kapta meg Erc wan der Woodsen szerepét a nagy sikerű Gossip Girl – A pletykafészek című sorozatban, mely meghozta számára a színészi áttörést. Együtt játszhatott Leighton Meesterrel, Blake Livelyval, Taylor Momsennel, Chace Crawforddal, Ed Westwickel és Penn Badgleyvel. 2009-ben elvállalta a Nyerő csapat című komédiában Damon szerepét. 2010-ben a Vámpírok földje és a Pokoli tábor című horrorfilmekben szerepelt és a Mercy angyalai egy epizódjában is játszott. 2011 és 2013 között a Bosszú című drámasorozatban játszott főszerepet.

## Magánélete
Több zenei irányzatot is kedvel, mint például a hiphopot, a klasszikus rockot és a punkot. Kedvenc zenekara a The Pretty Reckless, amelynek a frontembere legjobb barátja, Taylor Momsen.

## Filmográfia

### Film
| Év   | Magyar cím            | Eredeti cím                    | Szerep                | Magyar hang     |
| ---- | --------------------- | ------------------------------ | --------------------- | --------------- |
| 2003 | Titokzatos folyó      | Mystic River                   | Sean Devin gyerekként |                 |
| 2004 | Nagy Sándor, a hódító | Alexander                      | Nagy Sándor fiatalon  | Baradlay Viktor |
| 2006 | World Trade Center    | World Trade Center             | Steven McLoughlin     |                 |
| 2007 | Angyal a hóban        | Snow Angels                    | Warren Hardesky       | Morvay Gábor    |
| 2008 |                       | Favorite Son                   | Ross                  |                 |
| 2009 | Nyerő csapat          | The Winning Season             | Damon                 | Berkes Bence    |
| 2010 | Pokoli tábor          | Camp Hell                      | Jack                  |                 |
| 2010 | Vámpírok földje       | Stake Land                     | Martin                |                 |
| 2016 |                       | Friend Request                 | Kobe                  |                 |
| 2016 |                       | Like Lambs                     | Mick Springfield      |                 |
| 2016 |                       | Outlaw                         | Connor                |                 |
| 2016 |                       | Stake Land II: The Stakelander | Martin                |                 |
| 2017 |                       | Flock of Four                  | Tony Pacarelli        |                 |
| 2021 |                       | Distancing Socially            | Paul                  |                 |
| 2023 |                       | Fire Island                    | Troy                  |                 |
| 2023 | Halálos csapda        | Ambush                         | Ackerman              | Molnár Levente  |

### Televízió
| Év        | Magyar cím                               | Eredeti cím                       | Szerep                         | Megjegyzések           |
| --------- | ---------------------------------------- | --------------------------------- | ------------------------------ | ---------------------- |
| 2002–2006 | Esküdt ellenségek: Különleges ügyosztály | Law & Order: Special Victims Unit | Teddy Winnock / Zachary Connor | 2 epizód               |
| 2004      |                                          | One Life to Live                  | Travis O’Connell               | 16 epizód              |
| 2007–2012 | Gossip Girl – A pletykafészek            | Gossip Girl                       | Eric van der Woodsen           | 53 epizód              |
| 2010      | Mercy angyalai                           | Mercy                             | Everett Cone                   | 1 epizód               |
| 2011      |                                          | Stake Land: Origins               | Martin                         | 1 epizód               |
| 2011–2013 | Bosszú                                   | Revenge                           | Declan Porter                  | főszereplő (45 epizód) |
| 2016      | Csúcsformában                            | Rush Hour                         | Henry                          | 1 epizód               |
| 2016      |                                          | Swedish Dicks                     | Tim                            | 1 epizód               |
| 2017      |                                          | The Brave                         | Nate                           | 1 epizód               |
| 2017      |                                          | Business Doing Pleasure           | Jason                          | 6 epizód               |
| 2018      |                                          | Electric Dreams                   | Ethan                          | 1 epizód               |
| 2020      | A Rezidens                               | The Resident                      | Isaac Morgan                   | 1 epizód               |

## Fordítás
- Ez a szócikk részben vagy egészben  a   Connor Paolo című angol Wikipédia-szócikk fordításán alapul.  Az eredeti cikk szerkesztőit annak laptörténete sorolja fel. Ez a jelzés csupán a megfogalmazás eredetét és a szerzői jogokat jelzi, nem szolgál a cikkben szereplő információk forrásmegjelöléseként.